# Comunidade de prática

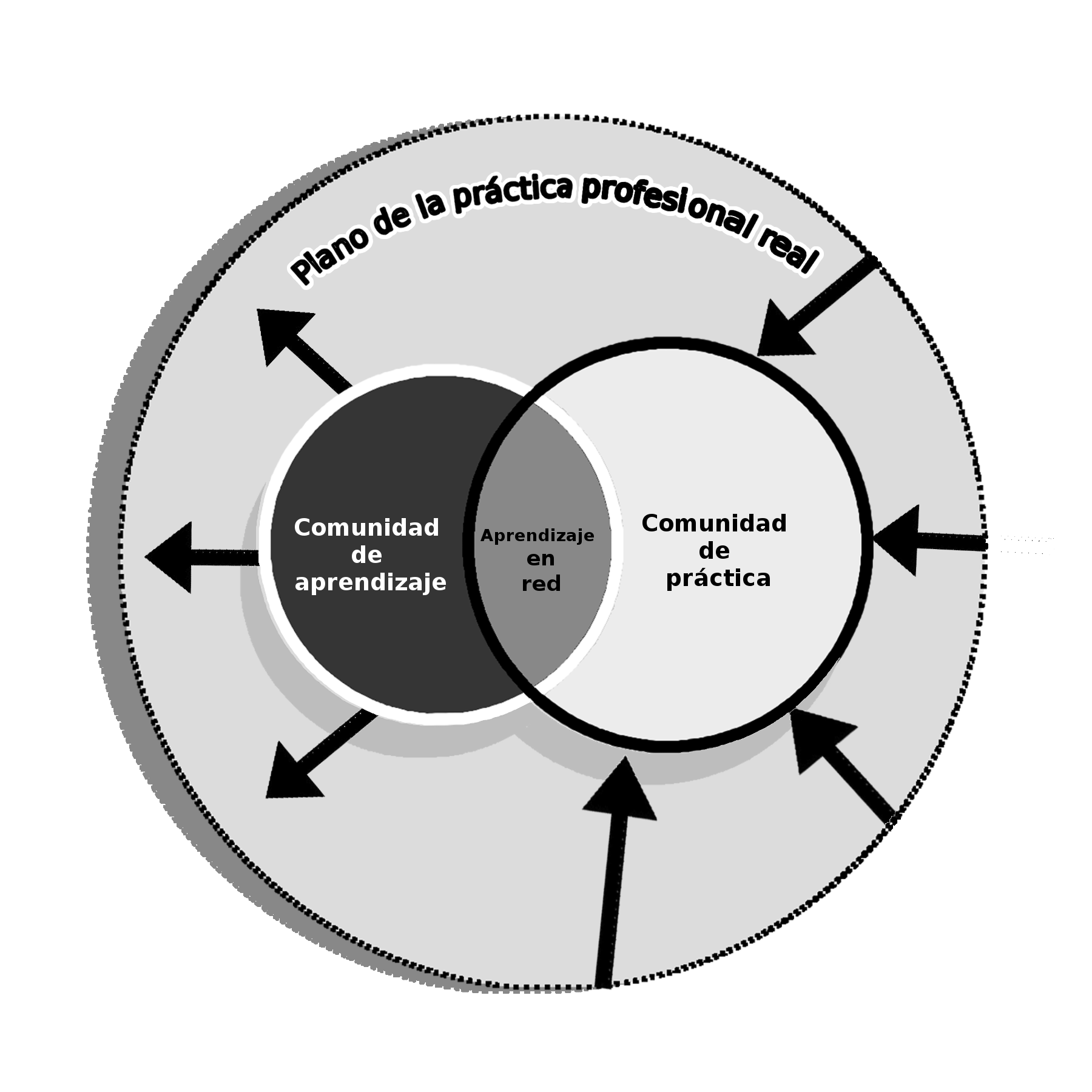
Plano de prática profissional

Uma Comunidade de Prática designa um grupo de pessoas que se unem em torno de um mesmo tópico ou interesse. Essas pessoas trabalham juntas para achar meios de melhorar o que fazem, ou seja, na resolução de um problema na comunidade ou no aprendizado diário, através da interação regular. O termo foi criado por Etienne Wenger.
O conceito de comunidades de prática é utilizado no estudo do capital social nas empresas. Elas facilitam a movimentação horizontal de informações na organização, além de construírem redes de relações, ao reunir as pessoas através de meios que as encorajam a conhecer umas às outras informalmente.
Além da aplicação para o estudo empresarial, o conceito de comunidades de prática abrange diretamente o âmbito da aprendizagem. Ele aparece intrinsecamente associado à Teoria Social da Aprendizagem de Wenger, sendo parte fundamental do processo de aprendizagem segundo essa teoria. Um dos pressupostos fundamentais dessa teoria é a de que a aprendizagem ocorre em todos os âmbitos e grupos sociais em que o indivíduo está inserido, a partir da troca de experiências com os outros membros desses grupos e da realização de atividades neles.

## Características básicas
Para Wenger, as comunidades de prática são um construto que estão estritamente relacionado com o critério social da aprendizagem, sendo eles:
1. Significado - Uma forma de falar de nossa habilidade, seja individualmente ou coletivamente, para experimentar o mundo e nossa vida de forma significativa.
2. Prática - Uma forma de falar sobre recursos históricos e sociais, além de contextos e perspectivas que justificam a manutenção do engajamento em um trabalho mútuo.
3. Comunidade - Uma forma de falar sobre a configuração social em que nossos empreendimentos são definidos como válidos de serem perseguidos, e nossa participação é reconhecível como competente.
4. Identidade - Uma forma de falar sobre como a aprendizagem muda quem nós somos e cria perspectivas e histórias pessoais de estar no contexto de uma comunidade.

Tomando dessa perspectiva teórica, Wenger cunha o termo de "comunidades de prática" e define que elas estão inseridas em todos os meios de convivência do indivíduo, e constantemente interagem entre si. Nesse contexto, a principal tese que justifica a teoria da aprendizagem de Wenger é a de que a aprendizagem ocorre em todos os meios de vivência coletiva do indivíduo, através da realização de práticas em conjunto, justificadas pelo seu significado para o indivíduo e para a comunidade. 
A intermediação do conhecimento entre as fronteiras que delimitam as práticas pode ser:
1. Por participação - Algumas pessoas podem pertencer a várias comunidades. Consequentemente, estão em posição de intermediar o conhecimento entre as diferentes comunidades a que pertencem.
2. Por tradução - Tradutores organizacionais são aqueles que podem estruturar os interesses de uma comunidade em termos da visão de mundo moldada pela prática de outras comunidades.
3. Por objetos de fronteira - Os objetos de fronteira estão nas fronteiras de mais de uma comunidade. Eles são de interesse para a comunidade e podem ser objetos físicos, tecnologias, processos, técnicas.

## Processos de Cultivo de Comunidades de Prática
Wenger propôs que as comunidade, como entes dinâmicos por essência, pode ser "cultivados", no sentido que, através de uma série de práticas a comunidade é mantida e expandida. Para o Autor, esses princípios são sete:
1. Design para a Evolução - Combinação de elementos de design que catalizam a evolução da comunidade de prática, sendo eles elementos dinâmicos e dependentes do estagio em que a comunidade está, em termos de sua evolução.
2. Abrir um Diálogo entre Perspectivas Externas e Internas - Uma perspectiva interna da comunidade é essencial para se explicitar sobre o que a comunidade se trata; as problemáticas; as peculiaridades e as relações que ocorrem nela. Porém, uma chave importante para o desenvolvimento da comunidade é a experiência com perspectivas externas, da experiência de outras comunidades. A utilização das falhas e sucessos de outras comunidades externas, aliada às perspectivas internas da comunidade, podem ajudar a solucionar demandas e dinamizar a comunidade ao redor de seus objetivos.
3. Convidar Diferentes Níveis de Participação - Numa comunidade de prática, os indivíduos nela participantes possuem diferentes níveis de engajamento dentro das atividades que a comunidade comporta. Certos indivíduos em determinadas atividades propostas pela comunidade podem assumir um papel central (constituindo o chamado núcleo da comunidade) assim como outros indivíduos podem assumir um papel periférico. Todos os níveis de participação na comunidade são relevantes e nunca são fixos. Os participantes da comunidade transitam entre diversos níveis de participação, dependente de características pessoas como da própria comunidade (como a prática, os objetivos e etc.). Nesse sentido, convidar indivíduos para participarem, mesmo em um nível periférico, é saudável para propiciar o dinamismo nas práticas da comunidade; nos conhecimentos que a circundam e em outros aspectos principais para a comunidade.
4. Desenvolver tanto Espaços Públicos quanto Espaços Privados de Comunidade - Num contexto das comunidades, a criação de tanto espaços públicos como privados é essencial para o fomento da comunidade. Eventos públicos promovem o sentimento de pertencimento dos indivíduos, além permitirem a troca de auxílios e experiências. Já os eventos privados são momentos necessários já que muita da comunidade ocorre na troca diária e interpessoal dos indivíduos, muito mais que em uma dinâmica estritamente pública.
5. Foco no Valor - O valor da comunidade é o que justifica, essencialmente, a participação dos membros para a comunidade e o que justifica sua própria existência. E o valor, assim como a comunidade, é dinâmico e as ações que o promovem não devem ser essencialmente premeditadas pelo valor gerado. As principais atividades de que promovem o valor são no cotidiano das atividades da comunidade.
6. Combinar Familiaridade com Empolgamento - Comunidades bem sucedidas oferecem espaços confortáveis, porém, ao mesmo tempo, tem eventos e ocasiões interessantes que permitem o constante fluxo de novas ideias e pessoas pela comunidade. Com o tempo, as comunidades amadurecem e tendem a se assentar em certos tipos de perspectivas e eventos confortáveis, nos quais os membros da comunidade sentem-se confortáveis para expor ideias descompromissadas  e trocar opiniões e experiências. Porém, para a florescer novas ideias e indivíduos devem perpassar a dinâmica da comunidade e revigorar suas práticas. Para tal dinamismo que os eventos mais desafiadores e distintos servem.
7. Criar um Ritmo para a Comunidade - Comunidades de prática que florescem possuem um ritmo. Na essência, essas comunidades de prática são relações duráveis entre os membros dela. Um ritmo de atividade bem compassado com as perspectivas da comunidade pode ajudar a manter os sentimento de evolução e vivacidade da comunidade para os indivíduos. Porém, essa relação rítmica deve ser balanceada. Se esse ritmo for muito rápido os indivíduos se sentem sobrecarregados e tendem a evadir; se ele for muito devagar a comunidade aparenta lenta e sem propósito.